# ماساهيرو وادا
ماساهيرو وادَ (باليابانية: 和田 昌裕) (21 يناير 1965 في كوبه في اليابان – )؛ هو لاعب كرة قدم ياباني سابق كان يلعب كلاعب وسط.

## وصلات خارجية
- ماساهيرو وادا على موقع رابطة كرة القدم اليابانية للمحترفين (اليابانية)
- ماساهيرو وادا على موقع قاعدة بيانات كرة القدم.إي يو (الإنجليزية)
- ماساهيرو وادا على موقع Soccerway.com (الإنجليزية)
- ماساهيرو وادا على موقع عالم كرة القدم.نت (الإنجليزية)